# 42è Festival Internacional de Cinema de Berlín
El 42è Festival Internacional de Cinema de Berlín va tenir lloc entre el 13 i el 24 de febrer de 1992. El festival va obrir amb The Inner Circle d'Andrei Konchalovsky. L'Os d'Or fou atorgat a la pel·lícula estatunidenca Grand Canyon dirigida per Lawrence Kasdan. Es va mostrar al festival una retrospectiva dedicada a pel·lícules dels estudis Babelsberg.

## Jurat

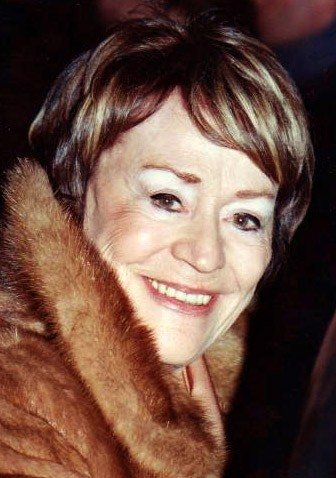
Annie Girardot, presidenta del jurat

Les següents persones foren nomenades com a membres del jurat:
- Annie Girardot (presidenta)
- Charles Champlin
- Sylvia Chang
- Ildikó Enyedi
- Irving N. Ivers
- Wolfgang Klaue
- Fernando Lara
- Eldar Shengelaya
- Dahlia Shapira
- Michael Verhoeven
- Susannah York

## Pel·lícules en competició
Les següents pel·lícules van competir per l'Os d'Or i per l'Os de Plata:
| Títol original                          | Director(s)            | País                         |
| --------------------------------------- | ---------------------- | ---------------------------- |
| Beltenebros                             | Pilar Miró             | Espanya, Països Baixos       |
| Der Brocken                             | Vadim Glowna           | Alemanya                     |
| Bugsy                                   | Barry Levinson         | Estats Units                 |
| Cape Fear                               | Martin Scorsese        | Estats Units                 |
| Il Capitano                             | Jan Troell             | Suècia, Finlàndia, Alemanya  |
| Conte d'hiver                           | Éric Rohmer            | França                       |
| Céline                                  | Jean-Claude Brisseau   | França                       |
| Dead Again                              | Kenneth Branagh        | Estats Units                 |
| Édes Emma, drága Böbe - vázlatok, aktok | István Szabó           | Hongria                      |
| La frontera                             | Ricardo Larraín        | Espanya, Xile                |
| Gas Food Lodging                        | Allison Anders         | Estats Units                 |
| Grand Canyon                            | Lawrence Kasdan        | Estats Units                 |
| Gudrun                                  | Hans W. Geißendörfer   | Alemanya                     |
| Hikarigoke                              | Kei Kumai              | Japó                         |
| Infinitas                               | Marlen Khutsiev        | Rússia                       |
| The Inner Circle                        | Andrei Konchalovsky    | Itàlia, Estats Units, Rússia |
| El llarg hivern                         | Jaime Camino           | Espanya, França              |
| The Last Days of Chez Nous              | Gillian Armstrong      | Austràlia                    |
| Light Sleeper                           | Paul Schrader          | Estats Units                 |
| Naked Lunch                             | David Cronenberg       | Canadà, Regne Unit, Japó     |
| Rcheuli                                 | Mikheil Kalatozishvili | Rússia                       |
| Rien que des mensonges                  | Paule Muret            | França, Suïssa               |
| Samostoyatelnaya zhizn                  | Vitali Kanevsky        | Rússia                       |
| Tous les matins du monde                | Alain Corneau          | França                       |
| Utz                                     | George Sluizer         | Alemanya, Itàlia, Regne Unit |
| Yuen Ling-yuk                           | Stanley Kwan           | Hong Kong                    |

## Premis
El jurat va atorgar els següents premis:
- Os d'Or: Grand Canyon de Lawrence Kasdan
- Os de Plata - Premi Especial del Jurat: Édes Emma, drága Böbe - vázlatok, aktok d'István Szabó
- Os de Plata a la millor direcció: Jan Troell per Il capitano
- Os de Plata a la millor interpretació femenina: Maggie Cheung per Yuen Ling-yuk
- Os de Plata a la millor interpretació masculina: Armin Mueller-Stahl per Utz
- Os de Plata per un èxit únic excepcional: Ricardo Larraín per La frontera
- Os de plata per a una aportació artística excepcional: Beltenebros
- Menció honorífica: Gudrun de Hans W. Geißendörfer
- Premi Alfred-Bauer: Infinitas de Marlen Khutsiev
- Berlinale Camera: Hal Roach
- Premis FIPRESCI
  - Conte d'hiver d'Éric Rohmer